# Regresión marina

Dos diagramas que ilustran el desplazamiento de las facies sedimentarias durante la regresión y durante la transgresión.

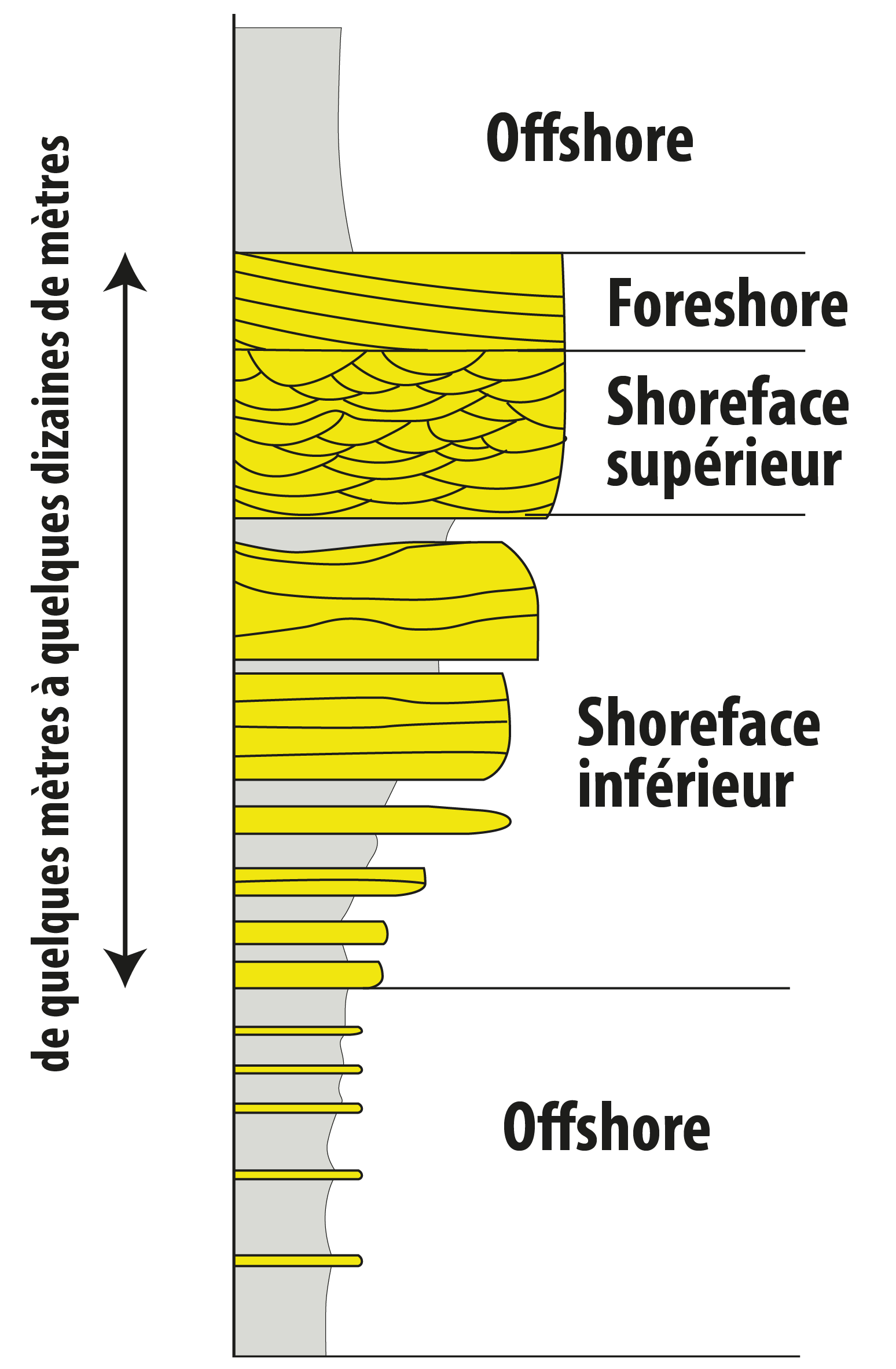
Registro estratigráfico de una regresión marina en una costa con sedimentos siliciclásticos

Una regresión marina, regresión de línea de costa o retracción marina es la retirada duradera del mar de una zona anteriormente sumergida, lo que se traduce en un cambio de la línea de costa y el aumento de la superficie de las tierras emergidas.
Esta retracción o retroceso marino puede ser la consecuencia de:
- la bajada general del nivel de los océanos, por ejemplo en episodios glaciales;
- la bajada del nivel de un mar cerrado, semicerrado o laguna costera, debido a un desequilibrio entre los aportes de agua recibidos y las pérdidas, especialmente por evaporación;[cita requerida]
- el levantamiento de una parte de la corteza terrestre (movimiento debido a la epirogénesis o a actividad tectónica).